# Saint-Groux
Saint-Groux is een gemeente in het Franse departement Charente (regio Nouvelle-Aquitaine) en telt 139 inwoners (2004). De plaats maakt deel uit van het arrondissement Confolens.

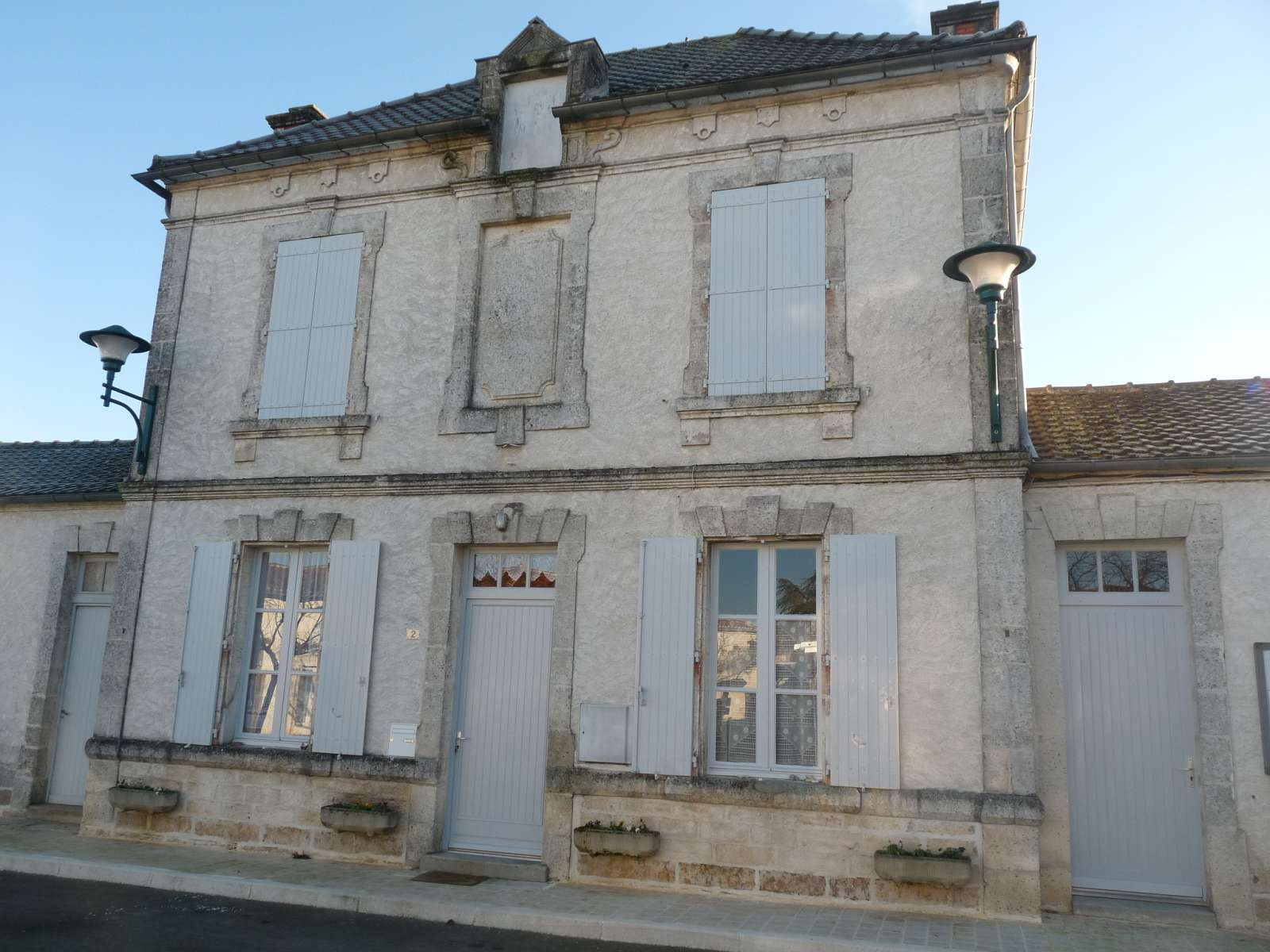
Gemeentehuis
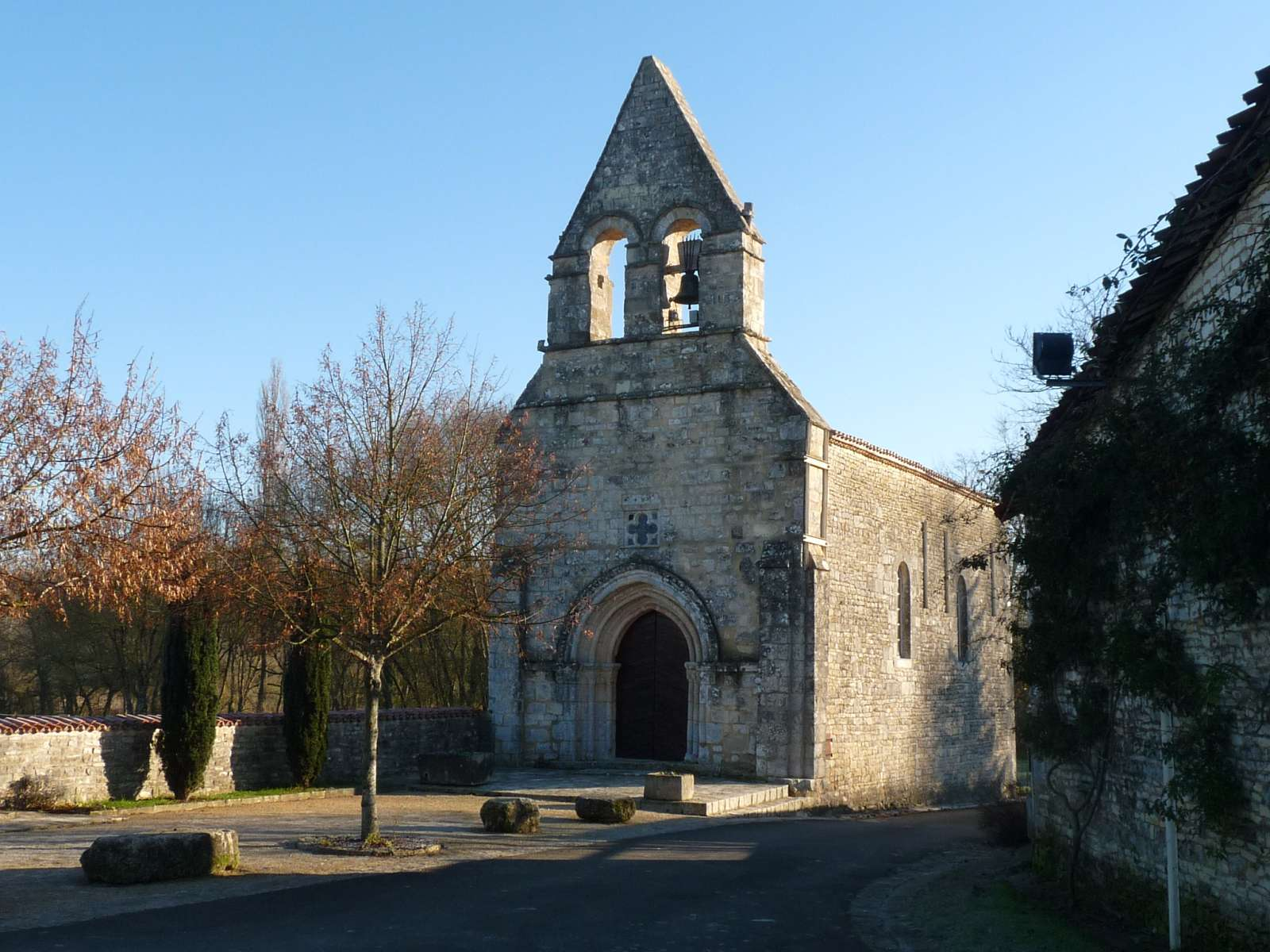
Kerk van Saint-Groux

## Geografie
De oppervlakte van Saint-Groux bedraagt 4,6 km², de bevolkingsdichtheid is 30,2 inwoners per km².
De onderstaande kaart toont de ligging van Saint-Groux met de belangrijkste infrastructuur en aangrenzende gemeenten.

## Demografie
Onderstaande figuur toont het verloop van het inwonertal (bron: INSEE-tellingen).